# Ondřej Mazuch
Ondřej Mazuch (Hodonín, 15 marzo 1989) è un calciatore ceco, difensore del Ligmet Milín.
Con 14 presenze è il giocatore più presente nella storia dell'Under-20 ceca.

## Carriera
Ha iniziato la sua carriera nel Brno prima di passare alla Fiorentina il 2 giugno 2007 per 2,8 milioni di euro. Ha partecipato al Mondiale Under-20 2007 in Canada arrivando in finale, persa poi contro l'Argentina.
Il 25 giugno 2009 passa in prestito all'Anderlecht.
Il 29 aprile 2010 viene riscattato per 1,3 milioni di euro dalla squadra belga, firmando successivamente un contratto fino al 2014.
Il 20 gennaio 2012 passa a titolo definitivo dall'Anderlecht al Dnipro squadra militante nel campionato ucraino.
Dopo essere rimasto senza squadra per più di cinque mesi, il 9 dicembre 2015 viene ingaggiato dallo Sparta Praga, con cui si lega fino al 2020.

## Statistiche

### Presenze e reti nei club
Statistiche aggiornate al 25 agosto 2017.
| Stagione            | Squadra             | Campionato          | Campionato | Campionato | Coppe nazionali | Coppe nazionali | Coppe nazionali | Coppe continentali | Coppe continentali | Coppe continentali | Altre coppe | Altre coppe | Altre coppe | Totale | Totale |
| Stagione            | Squadra             | Comp                | Pres       | Reti       | Comp            | Pres            | Reti            | Comp               | Pres               | Reti               | Comp        | Pres        | Reti        | Pres   | Reti   |
| ------------------- | ------------------- | ------------------- | ---------- | ---------- | --------------- | --------------- | --------------- | ------------------ | ------------------ | ------------------ | ----------- | ----------- | ----------- | ------ | ------ |
| 2006-2007           | Brno                | 1L                  | 24         | 1          | CC              | 0               | 0               | -                  | -                  | -                  | -           | -           | -           | 24     | 1      |
| 2007-2008           | Fiorentina          | A                   | 0          | 0          | CI              | 2               | 0               | CU                 | 0                  | 0                  | -           | -           | -           | 2      | 0      |
| 2008-2009           | Fiorentina          | A                   | 0          | 0          | CI              | 0               | 0               | UCL+CU             | 0                  | 0                  | -           | -           | -           | 0      | 0      |
| Totale Fiorentina   | Totale Fiorentina   | Totale Fiorentina   | 0          | 0          |                 | 2               | 0               |                    | 0                  | 0                  |             | -           | -           | 2      | 0      |
| 2009-2010           | Anderlecht          | D1                  | 21+9       | 3+1        | CB              | 3               | 0               | UCL+UEL            | 1+9                | 0                  | -           | -           | -           | 43     | 4      |
| 2010-2011           | Anderlecht          | D1                  | 26+9       | 1          | CB              | 1               | 0               | UCL+UEL            | 3+7                | 0                  | SB          | 0           | 0           | 46     | 1      |
| Totale Anderlecht   | Totale Anderlecht   | Totale Anderlecht   | 47+18      | 4+1        |                 | 4               | 0               |                    | 20                 | 0                  |             | 0           | 0           | 89     | 5      |
| 2011-2012           | Dnipro              | PL                  | 10         | 0          | KU              | 0               | 0               | UEL                | 0                  | 0                  | -           | -           | -           | 10     | 0      |
| 2012-2013           | Dnipro              | PL                  | 19         | 0          | KU              | 3               | 0               | UEL                | 9                  | 0                  | -           | -           | -           | 31     | 0      |
| 2013-2014           | Dnipro              | PL                  | 26         | 0          | KU              | 0               | 0               | UEL                | 7                  | 0                  | -           | -           | -           | 33     | 0      |
| 2014-2015           | Dnipro              | PL                  | 10         | 0          | KU              | 1               | 0               | UCL+UEL            | 2+7                | 0                  | -           | -           | -           | 20     | 0      |
| Totale Dnipro       | Totale Dnipro       | Totale Dnipro       | 65         | 0          |                 | 4               | 0               |                    | 25                 | 0                  |             | -           | -           | 94     | 0      |
| gen.-giu. 2016      | Sparta Praga        | 1L                  | 4          | 0          | CC              | 2               | 0               | UEL                | 0                  | 0                  | -           | -           | -           | 6      | 0      |
| 2016-2017           | Sparta Praga        | 1L                  | 14         | 1          | CC              | 1               | 0               | UCL+UEL            | 0+8                | 0                  | -           | -           | -           | 23     | 1      |
| Totale Sparta Praga | Totale Sparta Praga | Totale Sparta Praga | 18         | 1          |                 | 3               | 0               |                    | 8                  | 0                  |             | -           | -           | 29     | 1      |
| 2017-2018           | Hull City           | FLC                 | 14         | 0          | FACup+CdL       | 0               | 0               | -                  | -                  | -                  | -           | -           | -           | 2      | 0      |
| Totale carriera     | Totale carriera     | Totale carriera     | 186        | 7          |                 | 13              | 0               |                    | 53                 | 0                  |             | 0           | 0           | 252    | 7      |

### Cronologia presenze e reti in nazionale
| Cronologia completa delle presenze e delle reti in nazionale ― Rep. Ceca | Cronologia completa delle presenze e delle reti in nazionale ― Rep. Ceca | Cronologia completa delle presenze e delle reti in nazionale ― Rep. Ceca | Cronologia completa delle presenze e delle reti in nazionale ― Rep. Ceca | Cronologia completa delle presenze e delle reti in nazionale ― Rep. Ceca | Cronologia completa delle presenze e delle reti in nazionale ― Rep. Ceca | Cronologia completa delle presenze e delle reti in nazionale ― Rep. Ceca | Cronologia completa delle presenze e delle reti in nazionale ― Rep. Ceca |
| Data                                                                     | Città                                                                    | In casa                                                                  | Risultato                                                                | Ospiti                                                                   | Competizione                                                             | Reti                                                                     | Note                                                                     |
| ------------------------------------------------------------------------ | ------------------------------------------------------------------------ | ------------------------------------------------------------------------ | ------------------------------------------------------------------------ | ------------------------------------------------------------------------ | ------------------------------------------------------------------------ | ------------------------------------------------------------------------ | ------------------------------------------------------------------------ |
| 22-5-2010                                                                | Harrison                                                                 | Turchia                                                                  | 2 – 1                                                                    | Rep. Ceca                                                                | Amichevole                                                               | -                                                                        | 62’                                                                      |
| 15-10-2013                                                               | Sofia                                                                    | Bulgaria                                                                 | 0 – 1                                                                    | Rep. Ceca                                                                | Qual. Mondiali 2014                                                      | -                                                                        |                                                                          |
| 15-11-2013                                                               | Olomouc                                                                  | Rep. Ceca                                                                | 2 – 0                                                                    | Canada                                                                   | Amichevole                                                               | -                                                                        | 46’                                                                      |
| 5-3-2014                                                                 | Praga                                                                    | Rep. Ceca                                                                | 2 – 2                                                                    | Norvegia                                                                 | Amichevole                                                               | -                                                                        | 46’                                                                      |
| Totale                                                                   |                                                                          | Presenze                                                                 | 4                                                                        |                                                                          | Reti                                                                     | 0                                                                        |                                                                          |

## Palmarès

### Club

#### Competizioni nazionali
- Campionato belga: 1

Anderlecht: 2009-2010
- Supercoppa del Belgio: 1

Anderlecht: 2010